# Marion Mitterhammer

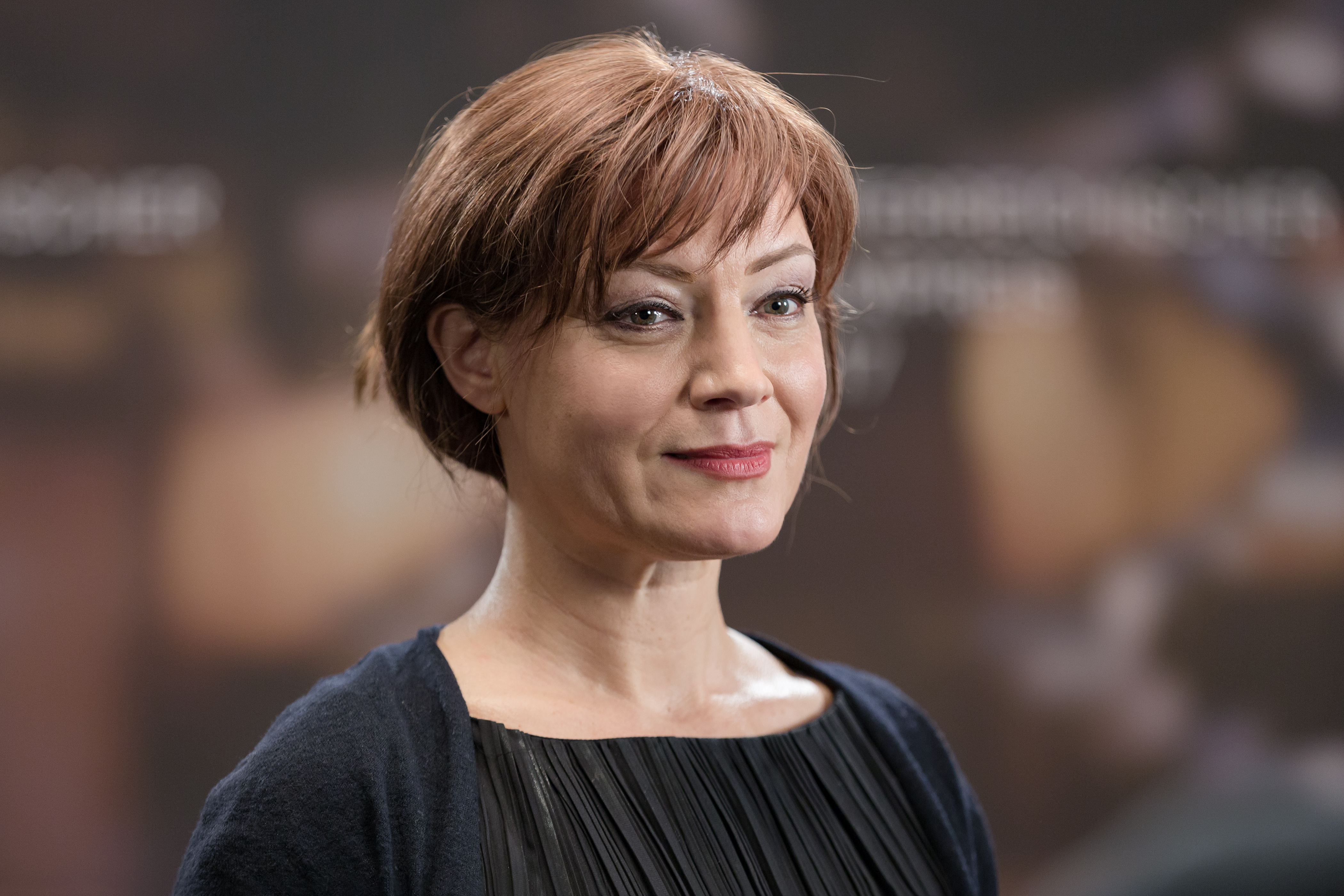
Marion Mitterhammer (2017)

Marion Mitterhammer (* 8. August 1965 in Bruck an der Mur) ist eine österreichische Schauspielerin. Sie ist vor allem in Fernseh-, aber auch in Kinoproduktionen zu sehen.

## Leben
Mitterhammer absolvierte ihre Schauspielausbildung an der Universität für Musik und darstellende Kunst in Graz, die sie 1988 abschloss. Erste Engagements bekam sie am Theater Baden-Baden und bei den Salzburger Festspielen. In Salzburg arbeitete sie mit den Regisseuren Jürgen Flimm und Thomas Langhoff. 1990 ging sie auf Theatertournee mit einer Produktion von Tschechows Platonow, ihr Partner war Götz George. Danach spielte sie zwei Jahre am Theater in der Josefstadt in Wien; u. a. unter der Regie von Otto Schenk und Harald Clemens.
1992 wurde sie durch Bernd Fischerauer fürs Fernsehen entdeckt. Für den ORF spielte sie unter seiner Regie die Lotti von Mitzko in dem Mehrteiler Der Salzbaron. Für diese Rolle erhielt sie die Auszeichnung als Nachwuchsschauspielerin des Jahres 1994 durch die Jury des österreichischen Filmpreises. Seither folgten zahlreiche Engagements in erfolgreichen deutschen und österreichischen Film- und Fernsehproduktionen. Gemeinsam mit ihrem Ehemann, dem deutschen Regisseur und Kameramann Hans-Günther Bücking, inszenierte und produzierte sie den Film Vanessa, der seine Premiere bei den Biberacher Filmfestspielen feierte. Danach wurde er bei mehreren internationalen Filmfestivals gezeigt.

## Filmografie (Auswahl)
- 1994: Der Salzbaron (4 Folgen)
- 1995: Die Straßen von Berlin – Die Akte Stalin
- 1996: Tatort: Schattenwelt
- 1998: Quintett komplett
- 1998: Kommissar Rex – Mosers Tod
- 1999–2000: Julia – Eine ungewöhnliche Frau (16 Folgen)
- 1999: Kommissar Rex – Sisi
- 1999: Callboys – Jede Lust hat ihren Preis
- 1999: Das Mädchen aus der Torte
- 1999: Sturmzeit (Fernsehfünfteiler)
- 2000: Wolffs Revier – Wolffs Falle
- 2000: Klinik unter Palmen (3 Folgen)
- 2000: Dr. Stefan Frank – Der Arzt, dem die Frauen vertrauen – Das Wunschkind (als Ellen Treckler)
- 2000: Verbotenes Verlangen – Ich liebe meinen Schüler
- 2000, 2021: Rosamunde Pilcher – Zerrissene Herzen, Wie verhext
- 2001: Das Traumschiff – Mexiko
- 2001: Dr. Stefan Frank – Der Arzt, dem die Frauen vertrauen (13 Folgen als Sophie Peters)
- 2002: Verrückt nach Paris
- 2002: Der Bulle von Tölz: Salzburger Nockerl
- 2002: SOKO Kitzbühel – Das Idol
- 2002: Liebe, Lügen, Leidenschaften (Fernsehmehrteiler, 6 Folgen)
- 2003: Alarm für Cobra 11 – Ein tiefer Fall
- 2003: Held der Gladiatoren
- 2003: Böse Zellen
- 2003: Gefährliche Gefühle
- 2004: Unter weißen Segeln – Urlaubsfahrt ins Glück (TV-Reihe)
- 2004: Bella Block: Das Gegenteil von Liebe
- 2004: Utta Danella – Der Mond im See
- 2004: Ein Fall für zwei – Doppeltes Spiel
- 2004: Fremde im Paradies (Fernsehkomödie)
- 2004: Beauty Queen (4 Folgen)
- 2005: Lauras Wunschzettel
- 2005: 8 × 45 (2 Folgen)
- 2005: Das Traumhotel – Zauber von Bali
- 2006: SOKO Wien – Konkurrenten
- 2006: Klimt
- 2006: Pingpong
- 2007: Der geköpfte Hahn
- 2007: Tatort: Ruhe sanft!
- 2008: Im Meer der Lügen
- 2008: Vor dem Morgengrauen (La Frontière de l'aube)
- 2010: SOKO Donau – Die Täuschung
- 2010: Gier (2 Folgen)
- 2010: Lilly Schönauer – Verliebt in einen Unbekannten
- 2010: Mord in bester Gesellschaft – Das eitle Gesicht des Todes
- 2011: Konterrevolution – Der Kapp-Lüttwitz-Putsch 1920
- 2011: Der Eisenhans
- 2011: Die Vaterlosen
- 2011: Wie man leben soll
- 2011: Die Tänzerin – Lebe deinen Traum
- 2011: Weihnachtsengel küsst man nicht
- 2012: Stubbe – Von Fall zu Fall – Begleiterinnen
- 2012: Wilsberg – Die Bielefeld-Verschwörung
- 2013: Das Traumhotel – Myanmar
- 2013: Lilly Schönauer – Liebe mit Familienanschluss
- 2013: Hubert und Staller – Totgeritten (Fernsehserie, 1 Folge)
- 2013, 2023: SOKO Wien – Klassentreffen, In Schönheit sterben
- 2014: Cecelia Ahern – Zwischen Himmel und hier (Fernsehfilm)
- 2014: Der letzte Tanz
- 2014: Tatort: Blackout
- 2015: Der Bozen-Krimi: Wer ohne Spuren geht (Krimireihe, Folge 1)
- 2015: Hotel Imperial
- 2015: Vanessa
- 2016: Stille Reserven
- 2016: München Mord: Kein Mensch, kein Problem
- 2016–2018: Sturm der Liebe (Telenovela)
- 2017: Die Toten vom Bodensee – Die Braut
- 2018: Schwarzach 23 und der Schädel des Saatans
- 2018: Loybner
- 2019: Inga Lindström – Klang der Sehnsucht
- 2019: Frida
- 2020: Lotti oder der etwas andere Heimatfilm
- 2020: Breaking Even (Fernsehserie)
- 2020: SOKO München – Countdown
- 2021: Katakomben (Fernsehserie)
- 2021: Meiberger – Mörderisches Klassentreffen (Fernsehfilm)
- 2022: Tatort: Alles was Recht ist
- 2022: Taktik (auch Regie, Drehbuch und Produktion)
- 2023: Die Bergretter – Bruderliebe (Fernsehserie)
- 2024: SOKO Stuttgart: Druck (Fernsehserie)
- 2024: Inga Lindström: Sag einfach ja (Fernsehreihe)

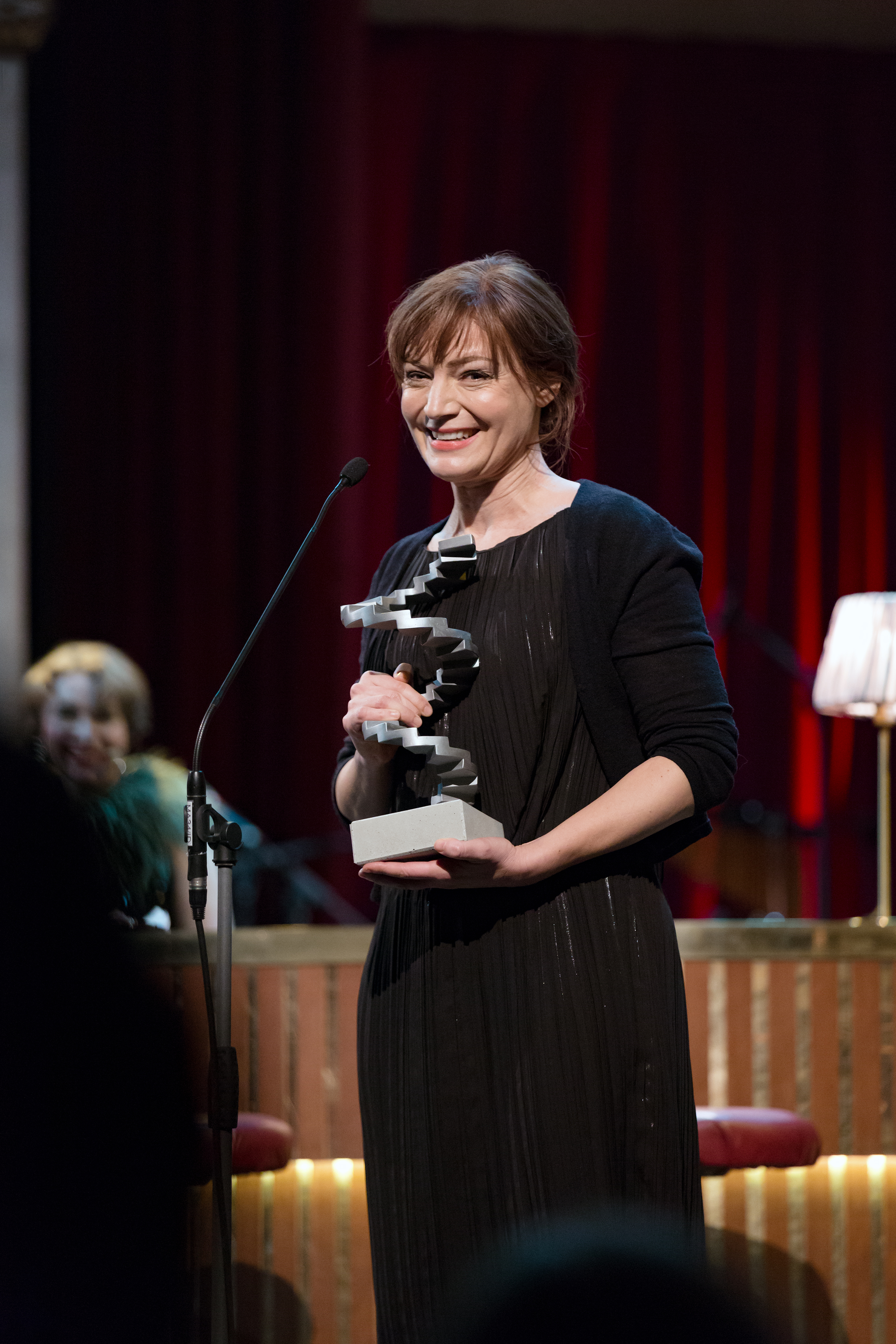
Marion Mitterhammer mit dem Österreichischen Filmpreis 2017

## Auszeichnungen
- 2011: Diagonale Spezialpreis der Jury für bemerkenswerten Auftritt im Film Die Vaterlosen
- 2017: Österreichischer Filmpreis in der Kategorie Beste weibliche Nebenrolle in Stille Reserven